# Chris Vance
George Christopher Vance dit Chris Vance, est un acteur britannique né le 30 décembre 1971 à Paddington, dans le Grand Londres.

## Biographie
Chris Vance (né George Christopher Vance), est né le 30 décembre 1971 à Paddington, dans le Grand Londres.
Il est diplômé de l'Université de Newcastle Upon Tyne.

### Vie privée
Il fut marié à  Moon Dailly, actrice franco-américaine. Ils ont un fils, William, né en 2014. 
Il s'est remarié à Ramona Vance depuis 2017.

## Carrière
Il incarne notamment le personnage de Sean Everleigh dans la série hospitalière australienne All Saints. Il a également fait des apparitions dans les séries Stingers : Unité secrète (Stingers), Blue Heelers, The Bill.
Il a également tenu le rôle de James Whistler dans la troisième saison de la série Prison Break. Il tient le rôle de Cole Harmon dans la cinquième saison de Dexter. Il incarne le lieutenant-colonel  Charles "Casey" Jones, le petit-ami militaire du détective Jane Rizzoli dans la série Rizzoli and Isles.
En 2011, il est choisi pour prendre la succession de Jason Statham dans la série télévisée Le Transporteur, l'adaptation des films du même titre.

## Filmographie

### Cinéma

#### Long métrage
- 2006 : Macbeth de Geoffrey Wright : inspecteur Caithness

#### Court métrage
- 2006 : Sexy Thing de Denie Pentecost : le père

### Télévision

#### Séries télévisées
- 1998 : Kavanagh (Kavanagh QC) : Yob
- 2001 : Médecins de l'ordinaire (Peak Practice) : SHO / John
- 2002 : The Bill : L'expert en informatique
- 2003 : Doctors : Charles
- 2003 : Blue Heelers : Andrew Purkiss
- 2004 : Stingers (Stingers) : Sean Hunter
- 2005 : Nos vies secrètes (The Secret Life of Us) : Piers
- 2005 - 2007 : All Saints : Sean Everleigh
- 2007 - 2008 : Prison Break : James Whistler (rôle principal saison 3 - invité saison 4)
- 2009 : Mental : Jack Gallagher
- 2010 : Burn Notice : Mason Gilroy
- 2010 : Dexter : Cole Harmon (rôle récurrent saison 5)
- 2011 : Facing Kate (Fairy Legal) : Paul Shelton
- 2011 - 2014 : Rizzoli and Isles : Le Lieutenant-Colonel Charles « Casey » Jones
- 2012 - 2014 : Le Transporteur (Transporter : The Series) : Frank Martin
- 2013 : Crossing Lines : Alex Vaughn alias « Wolf »
- 2015 - 2016 : Supergirl : Non (9 épisodes)
- 2016 - 2020 : Hawaii 5-0 : Harry Langford
- 2019 : Harry Bosch (Bosch) : Dalton Walsh
- 2022 : The Equalizer : Mason Quinn

## Voix françaises
En France, Patrick Mancini est la voix française la plus régulière de Chris Vance.
| - Patrick Mancini dans : - Prison Break - Mental - Burn Notice | - Arnaud Arbessier dans : - Le Transporteur - Crossing Lines - Hawaii 5-0 et aussi - Marc Fayet dans Dexter - Guillaume Lebon dans Rizzoli et Isles - Nicolas Marié dans Facing Kate - Julien Kramer dans Supergirl |